# Awa Royel
Awa Royel (arabisch آوا روئيل) oder Mar Awa III. (arabisch مار آوا الثالث, syrisch ܡܪܝ ܐܒܐ ܪܒܐܝܠ), geboren als David Royel (arabisch ديفيد روئيل; * 4. Juli 1975 in Chicago, Illinois, Vereinigte Staaten) ist ein US-amerikanischer christlicher Priester und seit 2021 Katholikos-Patriarch der Assyrischen Kirche des Ostens.

## Leben
David Royel wurde am 4. Juli 1975 in Chicago in den Vereinigten Staaten Amerikas als Sohn von Koresh und Flourence Royel geboren. Er engagierte sich früh in der Assyrischen Kirche des Ostens und wurde mit 16 Jahren von Katholikos-Patriarch Mar Dinkha IV. in der Kathedrale Mar Gewargis (St. Georg) in Chicago zum Unterdiakon, im darauf folgenden Jahr zum Diakon ordiniert. David Royel studierte zunächst an der Loyola University Chicago und erhielt hier 1997 den Titel als Bachelor of Arts, um dann Theologie an der University of Saint Mary of the Lake zu studieren, wo er 1999 Bachelor in Theologie wurde. Am Päpstlichen Orientalischen Institut in Rom erhielt er 2001 die Lizenziatur und 2007 den Doktorgrad in Heiliger Theologie. Im Juli 2006 wurde David Royel von Dinkha IV. in Chicago zum Chorbischof und am 23. November 2008 in der Kirche Mar Yosip Khnanisho in San José (Kalifornien) zum Archidiakon ordiniert. Am 30. November 2008 erfolgte in der Kathedrale Mar Zaia in Modesto (Kalifornien) seine Konsekration zum Bischof des Bistums Kalifornien der Assyrischen Kirche des Ostens, abermals durch Dinkha IV. Dabei waren die kirchlichen Würdenträger Mar Odisho, Mar Sargis, Mar Aprim sowie viele Priester und Diakone dieser Kirche anwesend.
Nachdem Mar Gewargis III. Sliwa in Ankawa bei Erbil im Februar 2020 aus gesundheitlichen Gründen seinen Rücktritt verkündet hatte, konnte nach erheblicher Verzögerung infolge der COVID-19-Pandemie schließlich am 8. September 2021 die Heilige Synode in der Kathedrale des Heiligen Johannes des Täufers in Ankawa zusammentreten. Hierbei wurde David Royel von der Heiligen Synode zum 122. Katholikos-Patriarchen von Seleukia-Ktesiphon gewählt, um als Mar Awa Royel die Nachfolge des zurückgetretenen Mar Gewargis III. anzutreten. Am 13. September 2021 wurde er in der Kathedrale von Ankawa als Katholikos-Patriarch mit dem geistlichen Namen Mar Awa inthronisiert.